# شن‌های روان (مجموعه تلویزیونی)
شن‌های روان (به انگلیسی: Quicksand / به سوئدی: Störst av allt) یک مجموعه تلویزیونی درام جنایی سوئدی است که بر اساس رمانی با همین نام نوشتهٔ Malin Persson Giolito ساخته شده‌است.
شن‌های روان از محصولات اورجینال نت‌فلیکس است و توسط همین شرکت ساخته و توزیع شده و اولین سریال نتفلیکس است که به زبان سوئدی ساخته شده‌است. فصل اول این سریال شامل شش قسمت است و در ۵ آوریل ۲۰۱۹ منتشر شد.
بازیگران این سریال هانا آردن، فلیکس سندمن، ویلیام اسپتز، الا راپیچ، دیوید دنسیک، روبن سالماندر، ماریا ساندنبوم، ربکا همس، اروید ساند، هلنا آ سان سندبرگ و آنا بیورک هستند.

## خلاصه داستان
در پی وقوع تیراندازی در یکی از دبیرستان‌های یوشهولم، دختری ۱۸ساله به نام مایا نوربرگ به اتهام قتل بازداشت می‌شود، اما پس از کشف شواهدی جدید دربارهٔ این حادثه، اتهام او در هاله‌ای از ابهام قرار می‌گیرد و…

## بازیگران
- هانا آردن در نقش Maja Norberg
- فلیکس سندمن در نقش Sebastian "Sibbe" Fagerman
- ویلیام اسپتز در نقش Samir Said
- الا راپیچ در نقش Amanda Steen
- دیوید دنسیک در نقش Peder Sander
- روبن سالماندر در نقش Claes Fagerman
- ماریا ساندنبوم در نقش Lena Pärsson
- ربکا همس در نقش Jeanette Nilsson
- اروید ساند در نقش Lars-Gabriel "Labbe" Sager-Crona
- هلنا آ سان سندبرگ در نقش Mimmi Steen
- آنا بیورک در نقش Camilla Norberg
- مارال نصیری